# Boreczna (Michałkowa)
Boreczna (do 1945 r. niem.  Heidelberg) – nieoficjalna kolonia wsi Michałkowa w Polsce, położona w województwie dolnośląskim, w powiecie wałbrzyskim, w gminie Walim.

## Położenie
Mała, złożona z kilku zagród, luźno zabudowana górska osada wiejska w dolinie Michałkowskiego Potoku w Górach Sowich. Zajmuje szerokie, bezleśne siodło pomiędzy wzniesieniami Boreczna na zachodzie a Zabójczą na wschodzie. Jej zabudowania leżą na wys. ok. 560–580 m n.p.m., stanowiąc najwyżej położoną część Michałkowa. Przez osadę przechodzi malownicza, mało uczęszczana lokalna droga z Lubachowa do Walimia lub na Przełęcz Walimską przez Glinno. Otoczenie osady stanowią rozległe łąki i pastwiska na zboczach Działu Michałkowskiego.

## Podział administracyjny
Administracyjnie osada podlega pod wieś Michałkowa, nazwa nie jest wymieniana w spisie miejscowości.

## Historia
Osada powstała prawdopodobnie w pierwszej połowie XIV wieku. W początkowym okresie rozwijała się bardzo wolno, a w XVI w. na jakiś czas została opuszczona. Pod koniec XVII wieku miejscowość ponownie zasiedlono. Późniejsze dzieje związane były z górnictwem, o którym wspominają kroniki. Ożywienie przyniósł wiek XIX, głównie dzięki tkactwu chałupniczemu. W XIX wieku wieś często była odwiedzana przez wędrowców udających się tędy na Wielką Sowę. Znaczenie turystyczne upadło po II Wojnie Światowej. Pod koniec XX wieku nastąpił proces wyludnienia. Na początku XXI wieku w osadzie mieszkało kilka osób.

## Turystyka
Przez miejscowość prowadzi:
- szlak turystyczny – fragment europejskiego szlaku długodystansowego E3 z Zagórza Śląskiego na Wielką Sowę[1].